# 森川崇行
森川 崇行（もりかわ たかゆき、1975年12月22日 - ）は、日本の起業家。株式会社メディカルフォレスト設立者、同代表取締役。

## 略歴
- 1975年 - 東京生まれ
- 2000年 - 慶應義塾大学環境情報学部卒業。鈴木寛研究会出身。
- 2000年 - 株式会社東京中央建物に入社
- 2004年 - 南部靖之の誘いで株式会社イークルーティングに入社（のちに株式会社メディカルアソシアと合併し現在は株式会社パソナに吸収された）
- 2008年 - 株式会社メディカルフォレスト設立

## プロフィール
- 東京都出身、幼少期は「活発で良くしゃべり良く歌う子供だった」と本人談。
- 高校2年生の時に、湘南藤沢キャンパスを訪れ「絶対にここへ行きたい！　先輩達の目がキラキラしていて素敵すぎる！」という出会いがきっかけとなり、慶應義塾大学環境情報学部に進学し、当時助教授であった鈴木寛のもとで学ぶ。
- 東京中央建物で分譲マンションの営業職に就く。ここで営業職としての基礎を学び、その後、株式会社パソナの南部靖之の誘いで雇用創出を目的とした事業に携わる。
- 通院時に4時間以上待たされたことがあり、多くの患者が「まだか？　まだか？」とクレームを申し立て、看護師はそれをストレスに感じて対応が雑になり、医師は次々と作業のように診察をしている状況を目の当たりにする。「どうしたら院内待ち時間を短縮できるのか？」「適切な医療サービスが提供されているとは思えないこの状況をどうしたら変えられるのか？」という問題意識から、クリニックの待ち時間対策を研究しサービス化する事業を企画する。[1][2]
- 2008年に株式法人化し、同代表取締役に就任。
- 2013年に日経BP社が運営するメディア「日経XTECH」で、「我らプロフェッショナル世界を元気にする100人」に選出される[3]。
- 家族は、妻と子供2人

## メディア履歴・外部リンク
- これからの診療予約システムの話をしよう
- 森川崇行 (@morikawatakayuk) - X（旧Twitter）
- 慶應ジャーナル - 「予約」を管理することで、医療現場の質を向上させる（前編）
- 慶應ジャーナル - 「予約」を管理することで、医療現場の質を向上させる（後編）
- 2014.9 雑誌「治療」2014年9月号（Vol96)